# Josep Usó i Mañanós
Josep Usó i Mañanós (Castelló de la Plana, 1959) és un escriptor valencià. Nascut a Castelló de la Plana, ben prompte es trasllada a Vila-real. Es llicencia en Químiques a la Universitat de València, per encarar la seua carrera professional en la docència d'instituts.
A la dècada dels 90 fa el salt a la literatura de ficció. El 1998 publica La catifa maleïda. A partir d'ací combina les novel·les amb les narratives curtes; en ambdós casos aconsegueix diversos premis: Amor amarg (Universitat de Lleida, 2001), Carme i Maria (Roser d'Argent del Vila de Puigcerdà, 2003), Civils i incivils (Sant Carles Borromeu d'Andorra, 2004), Els retrobats i els perduts (Ciutat de Sagunt, 2007), La senda llarga (Vila d'Almassora, 2008), etc. Premi de narrativa Ciutat de Torrent 2011, amb l'obra Fàtima i Cristina. Col·labora actualment en la recuperació de la memòria històrica del País Valencià en el Projecte Basset. Junt al Corredor Basset i el Poema Joan Baptista Basset forma part d'una campanya social. A l'octubre de 2012 guanya el Premi de Narrativa Vila de Puçol amb Una història de llums i ombres

## Obra
- La catifa maleïda (L'Eixam, 1998)
- Amor amarg (Pagès, 2002)
- Civils i incivils (Abadia, 2005)
- Els retrobats i els perduts (Brosquil, 2008)
- La senda llarga (Onada, 2009)
- La plaça del Gall (Tabarca, 2011). Finalista del primer premi literari Ciutat de Benicàssim (2011).
- Fàtima i Cristina. Premi de narrativa Ciutat de Torrent 2011.[8]
- El carrer era de terra (Onada Edicions, 2021) ISBN 978-84-18634-16-1